# 平和公園 (北九州市)
平和公園（へいわこうえん）は、福岡県北九州市小倉北区にある公園。戦中、小倉陸軍墓地として利用され、現在忠霊塔が残っており、桜の名所、慰霊の場として親しまれている。

## 施設

### 小倉忠霊塔
- 1942年3月25日建
- 戦死者増加のため、千堂陸軍墓地から移設
- 佐賀の乱から太平洋戦争までの戦没者5157人を合祀
- 祭祀 2000年現在 慰霊団体は遺族会、慰霊祭は5月7日に、管理は北九州市[3]

## 交通機関
- 西鉄バス黒原1丁目

## 周辺
- 妙見神社
- 森林公園
- メモリアルクロス